# Bartyra Soares
Maria Bartira Soares da Silva (Catende - 7 de junho de 1949) é uma contista e poetisa brasileira. Filha do contista Pelópidas Soares e de Teresinha Soares.

## Biografia
Mudou-se para o Recife em 1984. No suplemento infantil do  Diário de Pernambuco teve seu primeiro poema publicando quando tinha seis anos de idade. Seus textos foram publicados em diversas revistas e jornais do Recife, centro-oeste, sudeste e sul do Brasil e incluídos em diversas antologias, dentre as quais, Poésie du Brésil, publicada em Paris, França.
Já foi agraciada com diversos prêmios literários no Brasil e em outros paises.

## Entidades literárias
- Academia Pernambucana de Letras [nota 1] [4] - ocupa a cadeira 37.
- Academia de Letras e Artes do Nordeste - ocupa a cadeira 13.